# Balneari de l'Albereda
El Balneari de l'Albereda està situat al carrer d'Amadeu de Savoia número 14 de la ciutat de València (Espanya). Es tracta d'un edifici públic conegut originalment com a Asil de Lactància construït en 1908, obra de l'arquitecte Ramón Lucini Callejo.

## Edifici
L'edifici va ser executat per l'arquitecte lleonès Ramón Lucini Callejo en 1908. D'estil modernista valencià, va ser construït per iniciativa de l'Ateneu Mercantil de València per a guarderia dels fills de les treballadores de la propera Fàbrica de Tabacs. Va ser utilitzat per a l'Exposició Regional Valenciana de 1909. En 2001 la Universitat de València cedeix l'edifici a l'Ajuntament de València. Recentment va ser reformat per al seu ús com a balneari, activitat que ja va tenir l'edifici a mitjan segle xx.
D'àmplies dimensions, consta de planta baixa i d'una sola altura. En la seva façana destaca la utilització del maó amb taulells en colors blau i blanc. En l'entrada a l'edifici destaca un arc en pedra amb una inscripció que recorda el seu origen. Contigu a l'edifici, per la seva banda posterior, es troba el palau de l'Exposició, que també va formar part del conjunt d'edificis de l'Exposició Regional Valenciana.